# Regional Internet Registry
Regionalny Rejestr Internetowy (Regional Internet Registry, RIR) – organizacja zarządzająca przydzielaniem i rejestracją zasobów numerów internetowych w wydzielonych regionach świata. Zasoby numerów internetowych obejmują adresy IP i numery systemów autonomicznych (AS).

Mapa regionalnych rejestrów internetowych na świecie

Regionalny system rejestrów internetowych ewoluował z czasem, ostatecznie dzieląc odpowiedzialność za zarządzanie na rejestr dla każdego z pięciu regionów świata. Regionalne rejestry internetowe współpracują w ramach nieformalnej organizacji NRO (ang. Number Resource Organization), której zadaniem jest koordynacja działań w sprawach o znaczeniu globalnym.

## Pięć rejestrów regionalnych
1. Afrykańskie centrum informacyjne sieci (AFRINIC(inne języki)) działa na terenie Afryki[2].
2. Amerykański rejestr numerów internetowych (ARIN(inne języki)) obsługuje Antarktydę, Kanadę, części Karaibów i Stany Zjednoczone[3].
3. Centrum informacyjne sieci Azji i Pacyfiku (APNIC(inne języki)) obsługuje Azję Wschodnią, Oceanię, Azję Południową i Azję Południowo-Wschodnią[4].
4. Centrum informacyjne sieci Ameryki Łacińskiej i Karaibów (LACNIC(inne języki)) obsługuje większość Karaibów i całą Amerykę Łacińską[5].
5. RIPE Network Coordination Centre (RIPE NCC) obsługuje Europę, Azję Środkową, Rosję i Azję Zachodnią[6].

Regionalne rejestry internetowe 2002–2005

Regionalne rejestry internetowe do 2002 r

## Urząd przydzielania numerów w Internecie
Regionalne rejestry internetowe wchodzą w skład globalnego rejestru numerów internetowych opisanego w standardzie IETF RFC 7020 ↓. Rolę nadrzędnej instytucji pełni IANA (Internet Assigned Numbers Authority), która deleguje zasoby internetowe do RIR, które z kolei przestrzegają swoich regionalnych zasad, aby przekazać zasoby swoim klientom, w tym dostawcom usług internetowych i organizacjom użytkowników końcowych. RIR współtworzą Organizację Zasobów Numerycznych (NRO) utworzoną jako organ reprezentujący ich wspólne interesy, podejmujący wspólne działania i koordynujący ich działania na całym świecie. NRO zawarł umowę z ICANN w sprawie ustanowienia Organizacji Wspierającej Adres (ASO), która podejmuje koordynację globalnych polityk adresowania IP w ramach ICANN.

## Organizacja zasobów liczbowych
Organizacja zasobów numerycznych (ang. Number Resource Organization, NRO) to organizacja nieposiadająca osobowości prawnej zrzeszająca pięć RIR. Powstała 24 października 2003 r., kiedy cztery istniejące RIR zawarły protokół ustaleń (MoU) w celu podjęcia wspólnych działań, w tym wspólnych projektów technicznych i koordynacji polityki. Najmłodszy RIR, AFRINIC, dołączył w kwietniu 2005 roku.
Główne cele NRO to:
- ochrona nieprzydzielonych zasobów adresów IP;
- promocja i ochrona oddolnych inicjatywnych rozwojowych w Internecie;
- służy jako punkt centralny dla społeczności internetowej, która zapewnia informacje na temat systemu RIR.

## Lokalny rejestr internetowy
Lokalny rejestr internetowy (LIR) to organizacja, której RIR przydzielił blok adresów IP i która przypisuje większość części tego bloku swoim klientom. Większość LIR to dostawcy usług internetowych, przedsiębiorstwa lub instytucje akademickie. Członkostwo w regionalnym rejestrze internetowym jest wymagane, aby stać się LIR.